# Södra Tenskär
Södra Tenskär är en ö i Finland. Den ligger i Skärgårdshavet eller Norra Östersjön och i kommunen Kimitoön i den ekonomiska regionen  Åboland i landskapet Egentliga Finland, i den sydvästra delen av landet. Ön ligger omkring 73 kilometer söder om Åbo och omkring 160 kilometer väster om Helsingfors. Södra Tenskär ligger 3 meter över havet.
Öns area är 2,2 hektar och dess största längd är 290 meter i nord-sydlig riktning.  Det finns inga samhällen i närheten.